# Radyksyna

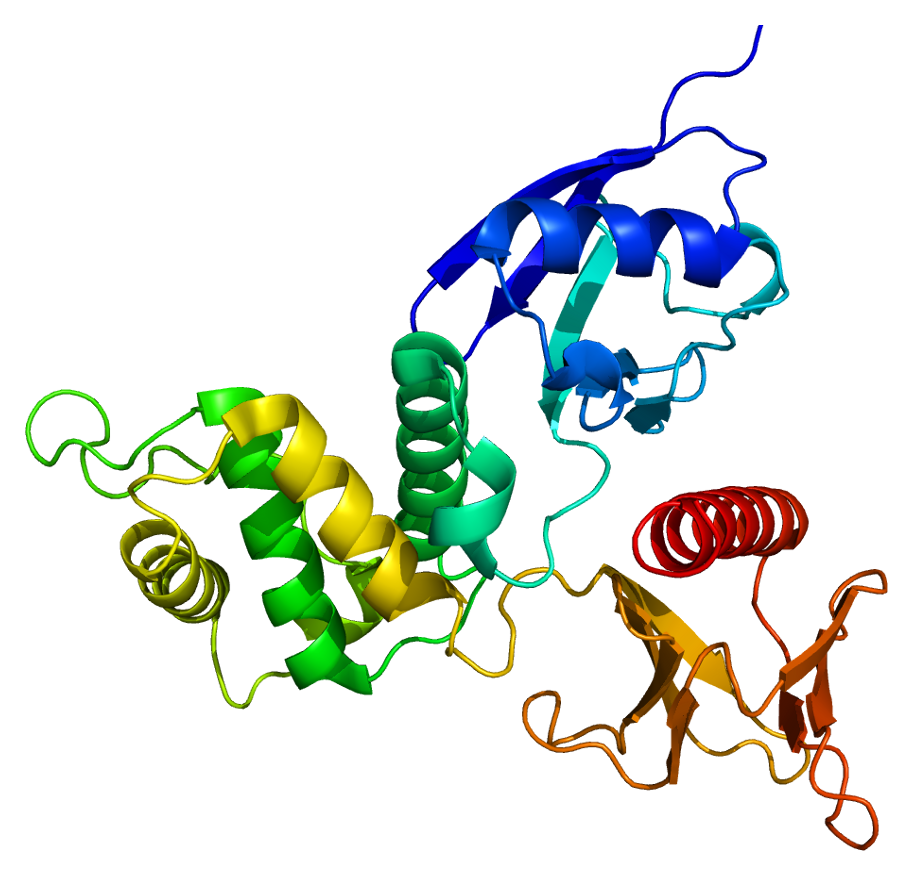
Struktura przestrzenna radyksyny

Radyksyna – białko występujące w organizmie człowieka kodowane przez gen RDX znajdujący się na chromosomie 11 (locus11q23). Gen ten wykryto po raz pierwszy w DNA myszy, gdzie znajduje się na ich chromosomie 9.
Radyksyna jest obok ezryny i moezyny częścią rodziny białek ERM, które pełnią rolę molekularnych łączników między filamentami aktynowymi a białkami zakotwiczonymi w plazmalemmie.
Jej locus został ustalony na drodze fluorescencyjnej hybrydyzacji in situ. Odkryto także dwa jej pseudogeny, znajdujące się na chromosomach 11 oraz X.

## Stwierdzone oddziaływania
Radyksyna wchodzi w interakcję z białkiem GNA13.